# Торфодоломіти
Торфодоломіти (рос. торфодоломиты, англ. torfdolomites, coal balls, нім. Torf-Dolomite m pl) – конкреції (нирки, гнізда) кальциту і доломіту в шарах кам’яного вугілля. Темно-сірого або чорного кольору. Діаметр 1-40 см. Поширені в паралічних вугільних басейнах, де вони часто складені доломітом з домішкою залозистого карбонату. Приурочені гол. чином до вугільних пластів, у покрівлі яких знайдена морська фауна. Походження цих конкрецій пояснюють проникненням морських вод в торфовище з подальшим перетворенням солей Са і Mg у карбонати. Т. зустрічаються і у вугільних пластах деяких прісноводних товщ, тут вони мають інший склад. У багатьох Т. присутні рослинні залишки у доброму стані, завдяки чому вони мають велике значення при палеоботанічних дослідженнях. 